# 유리 스툡킨
유리 빅토로비치 스툡킨(러시아어: Ю́рий Ви́кторович Стёпкин, 1971년 10월 15일~)은 러시아의 유도 선수이다. 2000년 하계 올림픽 남자 하프헤비급에서 동메달을 획득했다.